# Het Algemeen Nieuws
Het Algemeen Nieuws was een Nederlandstalige Belgische krant tijdens de Tweede Wereldoorlog.

## Geschiedenis
De krant werd uitgebracht door de uitgeversmaatschappij De Standaard N.V., met toestemming van de Duitse bezetter. Toenmalig afgevaardigd beheerder Arnold Hendrix koos er wel voor de naam De Standaard niet te hanteren. Omdat de bezetter een bestaande naam voor de krant eiste als voorwaarde voor de verschijning werd de naam Het Algemeen Nieuws gehanteerd, een titel die als bijlage van het in 1939 door de uitgeverij overgenomen SportWereld circuleerde. Op 25 mei 1940 verscheen de eerste editie samengesteld van op de redactie van De Standaard, aan de Jacqmainlaan te Brussel. Hoofdredacteur was Alfons Martens.
De krant streefde "ongebondenheid" na maar publiceerde toch blijkbaar redactioneel materiaal van antisemitische aard, en schaarde zich zonder twijfel achter de Nieuwe Orde.  De Duitse censuur maakte uiteraard de uitgave van een echte informatiekrant onmogelijk.  In maart 1944 plaatsten de Duitsers een pion aan het hoofd van de redactie, Gustaaf Van Nuffel, en werd de toon ronduit nazistisch.
Op 2 september 1944 verscheen de laatste editie van Het Algemeen Nieuws.  Een aantal redacteurs moest zich na de bevrijding gaan verantwoorden bij het gerecht i.v.m. de collaboratie.  N.V. De Standaard kreeg na een rechtszaak een publicatieverbod voor twee jaar.

## Redactie
| Tijdspanne                  | Hoofdredacteur     |
| --------------------------- | ------------------ |
| mei 1940 - maart 1944       | Alfons Martens     |
| maart 1944 - september 1944 | Gustaaf Van Nuffel |